# Slotspavillonen (przystanek kolejowy)
Slotspavillonen (duń. Slotspavillonen Station) – stacja kolejowa w miejscowości Hillerød, w Regionie Stołecznym, w Danii. 
Znajduje się na Gribskovbanen i jest obsługiwany przez pociągi regionalne Lokaltog.

## Linie kolejowe
- Linia Gribskovbanen